# Melanerpes chrysauchen
El carpintero enmascarado o carpinterito nuquidorado (Melanerpes chrysauchen) es una especie de ave de la familia Picidae, que se encuentra en  Costa Rica, Panamá y Colombia.

## Descripción

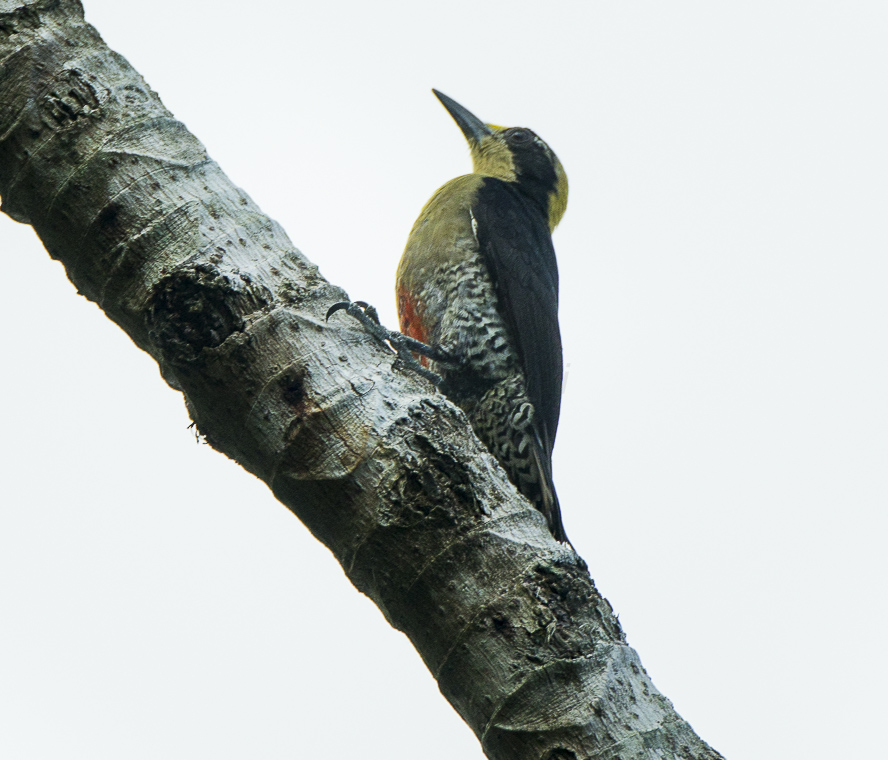
Hembra en Costa Rica

Mide en promedio entre 18 y 20,3 Cm de longitud. Nuca y frente color amarillo dorado y una amplia franja blanca a lo largo del centro de la espalda. El resto del doroso es negro. La corona del macho es roja, la de a hembra negra adelante y el resto amarilla. La garganta y el pecho son de color ante oliváceo y el centro del vientre es rojo anaranjado. En el costado, los lados y bajo la cola presenta un rayado negro y amarillento. Pico negro y patas grises. Pesa alrededor de 60 g.

## Comportamiento
Vive en pareja o grupos familiares hasta de 6 individuos. Prefiere el dosel del bosque húmedo, hasta los 1.500 m de altitud. Construye el nido a una altura de 5 a 30 m, dentro de un tronco. La hembra pone 3 o 4 huevos y la pareja permanece junta dentro del nido. Los polluelos son alimentados por ambos mediante regurguitación y están sin salir hasta 33 días después de nacidos, pero luego vuean con sus padres hasta la madurez sexual y el grupo familiar se muda a un hueco en un árbol alto. Se alimenta principalmente de insectos, tanto minadores de la madera, como los que atrapa en vuelo; complementa su alimentación con semillas ariladas y frutas como guarumo, Ficus, bananos, copey y chontaduro.